# Lijst van beschermd erfgoed in de gemeente Weiswampach
In deze lijst van beschermd erfgoed in de gemeente Weiswampach zijn alle geclassificeerde nationale monumenten van de Luxemburgse gemeente Weiswampach opgenomen.

## Monumenten per plaats

### Binsfeld
| Object | Bouwjaar/architect | Locatie          | Datum beschermd?  | Coördinaten | Afbeelding |
| ------ | ------------------ | ---------------- | ----------------- | ----------- | ---------- |
| Huizen |                    | nrs 42, 45 en 47 | 17 juli 1989 (IS) |             |            |

### Holler
| Object                       | Bouwjaar/architect | Locatie | Datum beschermd?   | Coördinaten                 | Afbeelding |
| ---------------------------- | ------------------ | ------- | ------------------ | --------------------------- | ---------- |
| Kerk met mobiliar en kerkhof |                    |         | 23 maart 2012 (MN) | 50° 7' 24" NB, 6° 2' 51" OL |            |

## Bron
- Liste des immeubles et objets classés monuments nationaux ou inscrits à l'inventaire supplémentaire